# إليوشن إي أل-54
إليوشن أي ال-54 (بالإنجليزية: Ilyushin Il-54) هي قاذفة قنابل من صناعة إليوشن. كان أول طيران لها في 3 أبريل 1955.